# Bazylika Nawiedzenia Najświętszej Maryi Panny w Stoczku Klasztornym
Bazylika Nawiedzenia Najświętszej Maryi Panny w Stoczku Klasztornym – kościół pobernardyński i sanktuarium maryjne w Stoczku Klasztornym.

## Historia i wyposażenie
Kościół w kształcie barokowej rotundy z I. połowy XVII wieku, rozbudowany 1708–1711, otoczony czworobokiem krużganków z narożnymi kaplicami.
W ołtarzu głównym wykonanym w 1713 przez Krzysztofa Peuckera znajduje się obraz Matki Boskiej Stoczkowskiej (kopia obrazu „Salus Populi Romani” z Rzymu), sprowadzony przez biskupa Mikołaja Szyszkowskiego. Obraz jest okryty srebrną sukienką z 1687 roku. Na obrazie zawieszone są bursztynowe korale – wotum kardynała Stefana Wyszyńskiego. 19 czerwca 1983 roku, na Jasnej Górze, papież Jan Paweł II koronował obraz. W lewym ołtarzu znajduje się obraz św. Anny Samotrzeciej ozdobiony także metalową sukienka i koronami na początku XVIII wieku. W prawym ołtarzu bocznym znajduje się obraz św. Franciszka. W kościele znajduje również okryty srebrną sukienką obraz św. Antoniego (z prawdziwym wizerunkiem), sprowadzony z Włoch w 1695 roku.
Na uwagę w kościele zasługują również: ambona wykuta z żelaza w 1738 roku przez kowala z Dobrego Miasta; chór z organami w pierwotnej formie z 1695 roku; epitafium kardynała Stefana Wyszyńskiego poświęcone przez prymasa Józefa Glempa w 1982 roku.
Pod posadzką kościoła znajdują się krypty, gdzie spoczywa m.in. kasztelan kijowski Józef Stanisław Potocki – brat prymasa Polski i Litwy arcybiskupa Teodora Potockiego.
Tytuł bazyliki mniejszej kościół posiada od 1987.
19 grudnia 2022 sanktuarium Matki Pokoju zostało uznane za pomnik historii